# Famille Redetti
 (août 2024).
La famille Redetti est une famille patricienne de Venise, originaire de Rovigo.

## Historique
Elle fut agrégée à la noblesse vénitienne le 29 juin 1698 en contrepartie de son apport financier à la guerre de Candie.
- Antonio Redetti (1730 - 1773), évêque de Bergame.

## Armes

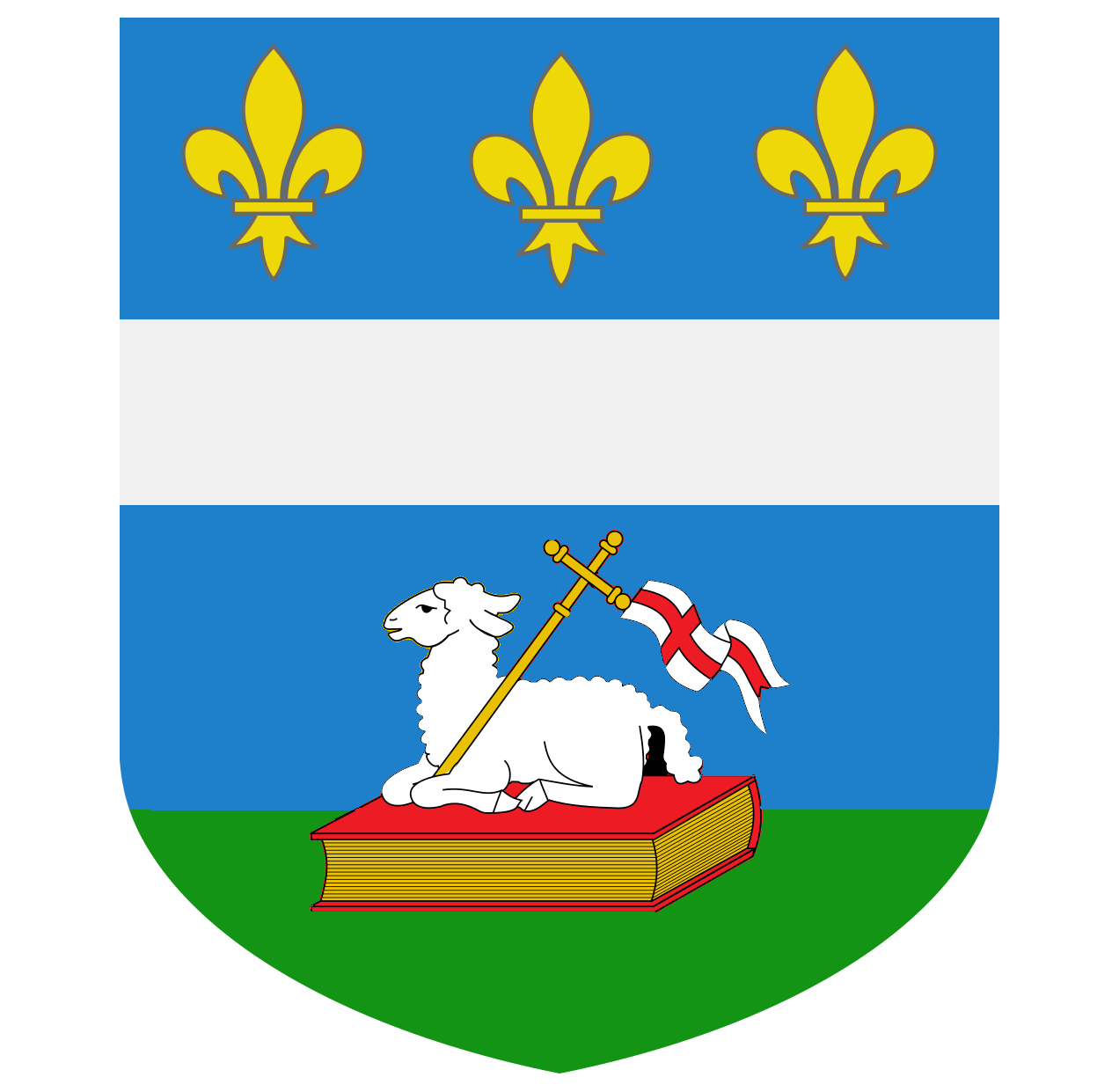
armes des Redetti.

Les armes des Redetti se blasonnent ainsi d'azur, à la fasce d'argent acc. en chef de trois fleurs-de-lys rangées d'or et en pointe d'un agneau pascal regardant, avec sa banderole, d'argent couché sur un livre de gueules, le tout soutenu d'une terrasse de sinople.